# Economia dell'Alto Mantovano
Da un punto di vista economico l'Alto Mantovano è riuscito a coniugare le proprie tradizioni, la propria storia e le vocazioni produttive con l'innovazione e la tecnologia. Ha raggiunto, infatti, buoni livelli di specializzazione in numerosi comparti industriali. È una delle zone più ricche e industrializzate di tutta la Lombardia.

## Caratteristiche generali
Il comprensorio Alto Mantovano rappresenta un'area caratterizzata da forti trasformazioni socio-economiche che negli ultimi 20 anni stanno comportando modifiche radicali del territorio, che sta passando da forte vocazione industriale/artigianale - il “distretto della calza” e il polo meccanico-siderurgico Gruppo Marcegaglia Spa - a maggiore diversificazione produttiva: permangono industria e artigianato, ma compare anche la valorizzazione di produzioni agricole tipiche - melone mantovano, salame mantovano, vini dei colli morenici, pomodoro - e il piccolo commercio - Distretto del Commercio “Commerciando tra castelli e casali dell'aquila e leone” -.

## Agricoltura

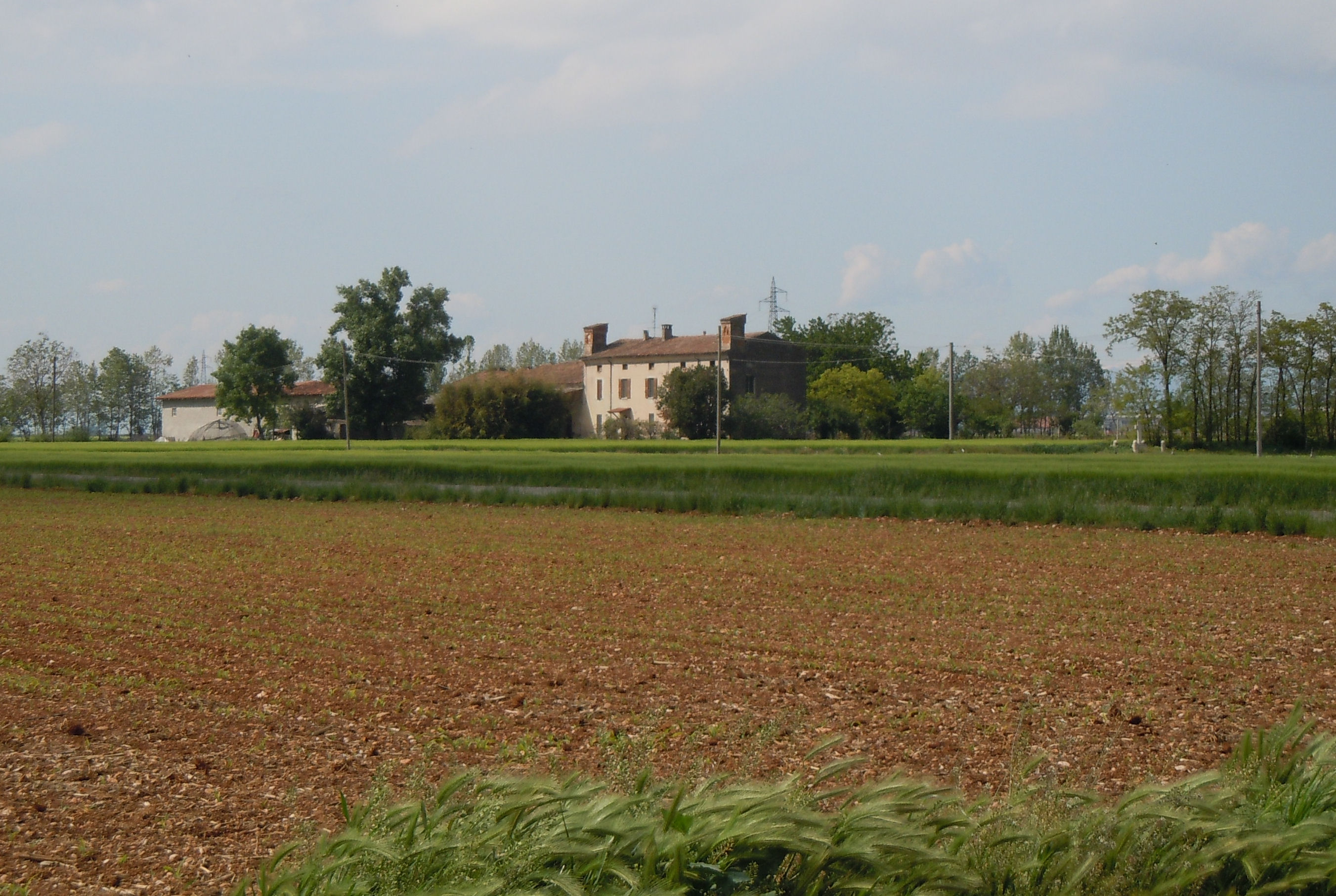
Rebecco di Guidizzolo, la campagna circostante

La pianura, attraversata dai fiumi Mincio, Oglio e Chiese, è fertile e permette una produzione agricola classica: perciò il territorio è oggi quasi interamente dedicato alla pratica dell'agricoltura, molti infatti sono i campi coltivati con mezzi intensivi tipici della Val Padana e del nord Italia.
I principali prodotti della terra sono costituiti dal mais e dal frumento ma, seppur in maniera minore, parte del raccolto è costituito anche dalla soia, dalla barbabietola da zucchero, dall'erba medica, da alcuni ortaggi - soprattutto pomodoro - e frutta - uva, melone, pesca, kiwi, ciliegia -. È presente l'apicoltura, soprattutto sulle colline.

### Mais
La coltivazione più tipica della fascia pianeggiante è costituita dal granoturco. Esso ha costituito fino agli anni cinquanta del Novecento la principale fonte di sostentamento per le popolazioni dell'Alto Mantovano.
Importato dalla Spagna – che a sua volta l'aveva ricevuto dall'America centrale - poco dopo il 1500, trovò nel Veneto e in particolare nel Basso Veronese e nel Polesine i terreni più adatti alle prime coltivazioni. Da queste terre iniziò a diffondersi lentamente, raggiungendo dapprima la Lombardia orientale, in gran parte sottomessa al dominio della Serenissima, e quindi anche l'Alto Mantovano, intorno alla metà del Seicento.
La sua avanzata fu inesorabile e soppiantò quasi completamente la coltura di quei cereali più poveri e meno redditizi, in precedenza molto usati nell'alimentazione popolare, quali il miglio, l'orzo, la spelta, la segale e l'avena. Non solo: nell'Ottocento e nel primo Novecento il mais prevalse anche sul frumento e la polenta finì per sostituire il pane nell'alimentazione delle plebi contadine.
In conseguenza di ciò ebbe grande diffusione la pellagra, la grave malattia che dal Seicento alla prima metà del Novecento colpì in forma epidemica le popolazioni d'Italia che più dipendevano dall'alimentazione maidica.

### Viticoltura
La parte più caratteristica dell'Alto Mantovano rimane però forse la fascia collinare con i suoi vigneti. Qui è significativa è la produzione vinicola che va sempre più specializzandosi e affinandosi, tanto da raggiungere risultati di prestigio al Vinitaly, la più importante rassegna vinicola a livello nazionale.

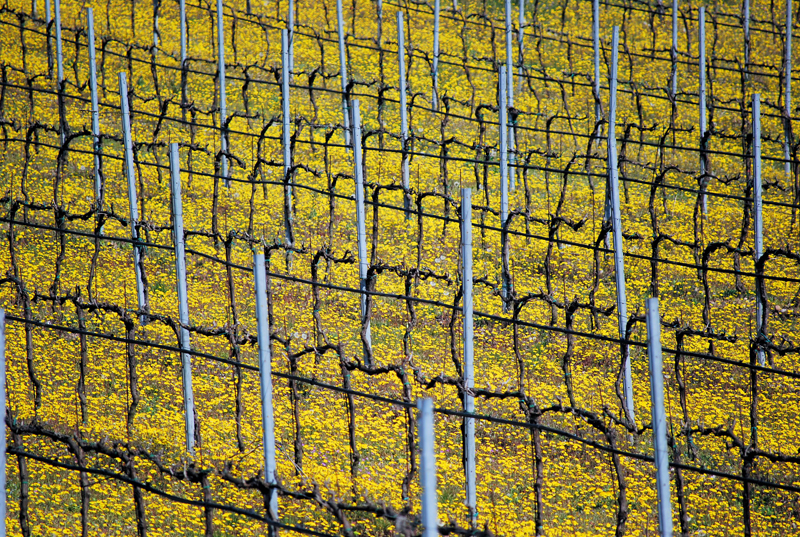
Viticultura nei pressi di Cavriana

In particolare la zona di produzione del vino è localizzata nei comuni di Volta Mantovana, Solferino, Ponti sul Mincio, Monzambano, Cavriana, Castiglione delle Siviere. La coltura della vite nei colli morenici dell'Alto Mantovano è antichissima. Furono i Romani che introdussero la viticoltura in quelle terre da cui trassero un ottimo vino per l'uso locale e per il commercio. Alla fine del Cinquecento la vite è la coltivazione che rende di più. Nel 1786 le coltivazioni più diffuse erano quelle del grano e del mais, ma la produzione più pregiata restava quella del vino e della frutta
Le pendici esposte a mezzogiorno sono generalmente terrazzate e coltivate a vigneto (vini DOC dei Colli Morenici del Garda quali il Bianco, il Rubino, il Chiaretto); la vite trova infatti in tutta l'area condizioni climatiche ideali, per cui è largamente coltivata e costituisce caratteristica peculiare dell'uso agricolo del suolo collinare.
Le scarse esigenze idriche hanno favorito la sua diffusione sulle colline moreniche fino all'avvento dell'irrigazione, momento in cui la viticoltura è dovuta entrare in competizione con la possibilità di coltivare foraggere e quindi di allevare bestiame da latte.
Il vino principe di questo territorio è il Lugana, antico vitigno autoctono. Il Rubino e il Merlot sono vini rossi della tradizione collinare; il Chiaretto è il risultato della sapiente abilità di alcuni vinificatori di saper trarre dalle uve nere questo fresco vino dalle fragranze delicate e trasparenze rosate, molto apprezzato dai giovani per la sua leggerezza e perché abbinabile ad ogni primo piatto. Sono presenti degli spumanti di eccellenza nonché dei buoni passiti e delle reali rarità ricavate dalle uve stramature con procedimenti particolari. Non mancano i vini rossi e bianchi di vitigni dalla ben nota classificazione internazionale.
I pinot, cabernet, chardonnay e rosati delle colline moreniche del Garda si sposano perfettamente con la cucina mantovana.

### Arboricoltura

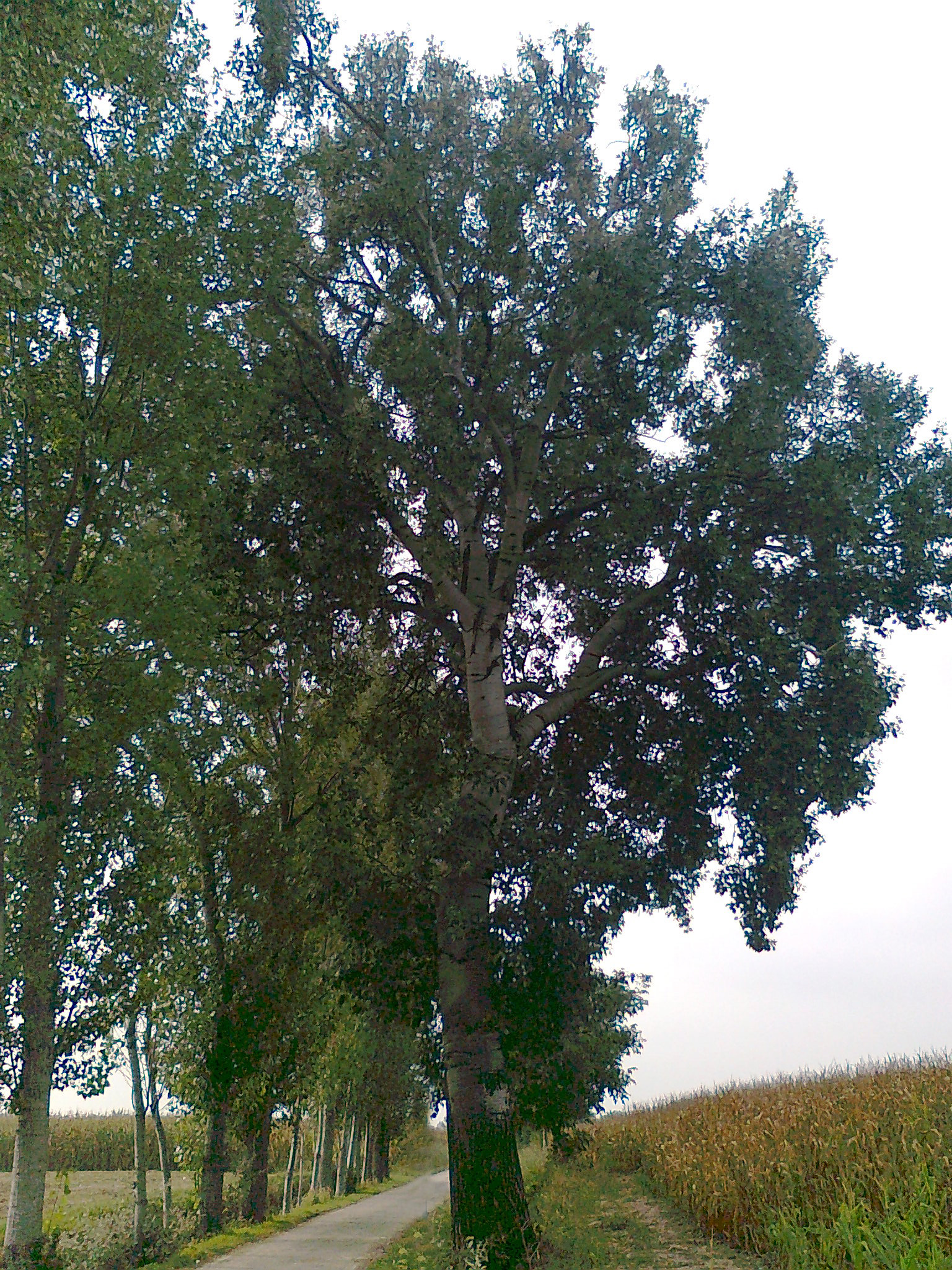
Albero monumentale Pioppo nero (Populus nigra) nei pressi di Casalpoglio

Di più recente introduzione rispetto alla vite è l'ulivo, che può essere coltivato in queste zone limitatamente ai versanti più caldi e ai cordoni morenici più vicini al lago di Garda.
Inoltre nel passato erano relativamente diffuse le coltivazioni di mandorlo, introdotto dai Gonzaga che amavano ritirarsi proprio presso le colline moreniche per via del clima mite, di cui ancora rimangono come testimonianza grandi esemplari isolati sulle scarpate delle terrazze occupate dai vigneti.
Tra le colture specializzate, si annovera ancora il frutteto, rappresentato in genere dal pescheto e localizzato nelle aree pianeggianti di raccordo col Mincio o con l'alta pianura, in particolare nei comuni di Solferino e Cavriana. Il pesco, superstite di una tradizione del passato, ha oggi la funzione di integrare il reddito aziendale.
Oltre gli alberi da frutto, coltivati per esigenze alimentari, fino a pochi decenni or sono nella campagna alto mantovana erano molto frequenti i gelsi poiché fornivano l'alimento ai bachi da seta. Inoltre platani, pioppi e roverelle, disposti in filari lungo i fossi, costituivano naturali barriere divisorie fra campi di diversa proprietà.
Nella zona di Canneto sull'Oglio assume una grande rilevanza la presenza di molte aziende di tipo florovivaistico.

### Allevamento
L'allevamento bovino, quello di pollame così come quello suinicolo sono molto sviluppati.
Il baco da seta ha costituito nell'Alto Mantovano una delle fonti di reddito più importanti dalla seconda metà del Settecento al primo Novecento. L'allevamento del baco da seta occupava principalmente manodopera femminile e serviva spesso per arrotondare i bilanci familiari, con la vendita dei bozzoli prodotti dai bachi alle filande. I bachi venivano esclusivamente nutriti con foglie di gelso – mur -, raccolte dalle donne e dai bambini.
Il nome dialettale del baco da seta è normalmente ca-alér, parallelo all'italiano antico “cavaliere”, di uguale significato.
Il termine è originato dalla somiglianza fra il movimento del baco, che nel procedere avvicina le estremità e inarca il dorso, e un uomo a cavallo, e nacque probabilmente proprio fra la Lombardia orientale e il Veneto meridionale, ove si trova anche l'Alto Mantovano, in connessione con l'allevamento dei bozzoli e le prime fasi di sviluppo dell'artigianato serico nel tardo Medioevo.
Con l'importazione del gelso e l'incremento dell'allevamento dei bachi nelle campagne, la zona collinare mantovana dal 1523 divenne una forte produttrice di tessuti in seta pregiata, un'arte che, come altre, si spense lentamente dalla scomparsa dei Gonzaga sino agli albori dell'Ottocento per la stagnazione del mercato e la mancanza di sbocchi commerciali. In un censimento del 1811 risultavano comunque operanti nell'Alto Mantovano molte decine di filande di seta, filatoi e telai
Un apporto importante alla ripresa e all'incremento questa attività venne dato da Bartolomeo Riva che, intorno al 1840, iniziò a Castel Goffredo la coltura del baco da seta su scala industriale: fu l'embrione del futuro distretto della calza, che ha reso Castel Goffredo famosa nel mondo come la “città della calza”.

### Metrologia
In passato erano molte le unità di misura impiegate prevalentemente in campo agricolo oggi cadute in disuso. È però ancora diffuso l'uso della biolca mantovana e di alcune altre unità di misura in comune con il resto della provincia di Mantova.
Ma ad Asola, Canneto, Casalmoro, Casaloldo, Casalpoglio, Casalromano, Castiglione delle Stiviere, Mariana, Redondesco e Medole venivano impiegate prevalentemente misure bresciane, come il piò (m² 3255), la pertica quadrata (m² 8,138), il peso (kg 8,02), il piede (m 0,34), la tavola (m² 32,55).

## Industria

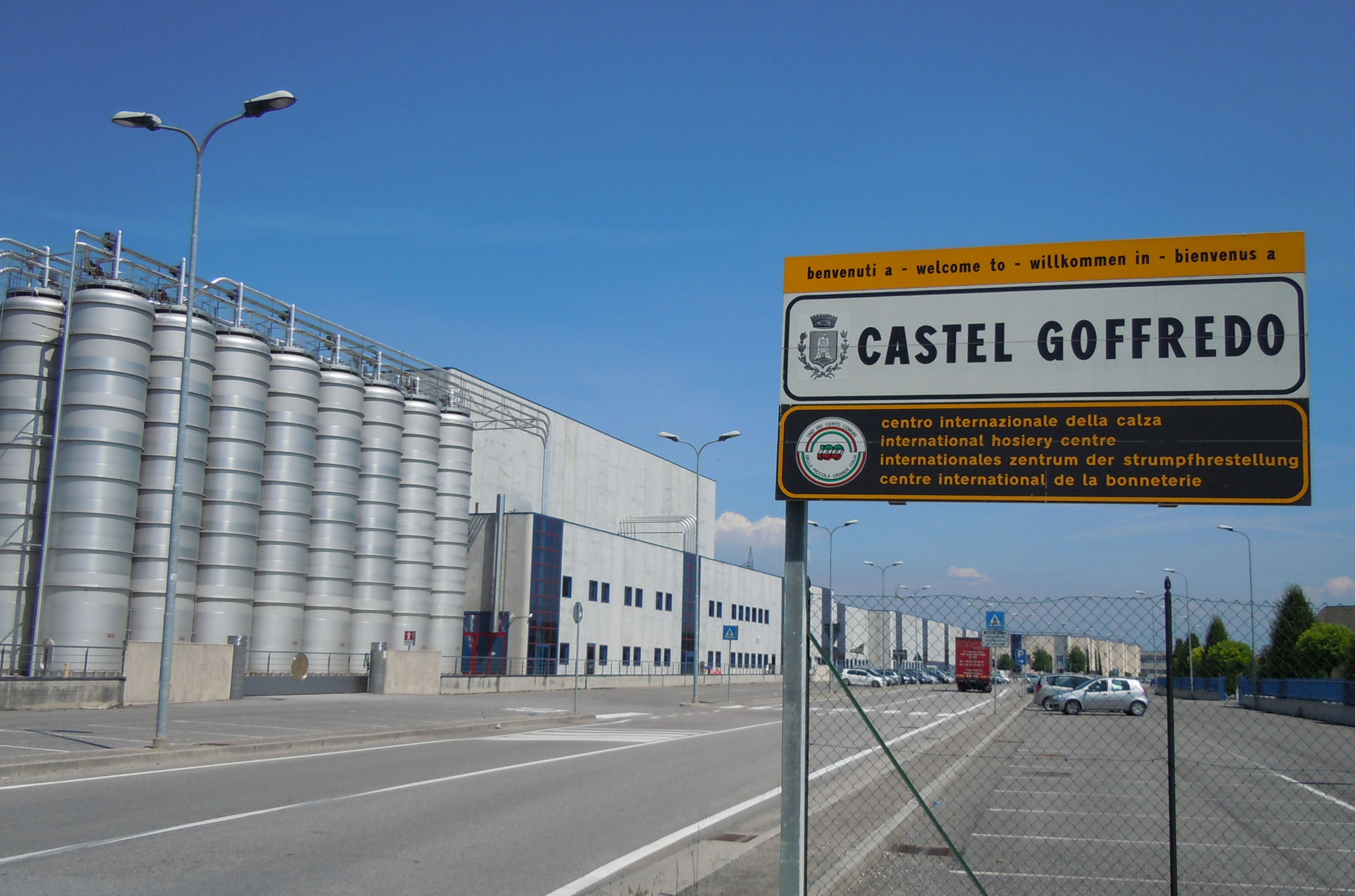
Castel Goffredo, zona industriale

La zona ospita poli industriali ed economici primari per la provincia di Mantova e l'intera regione Lombardia, come il distretto tessile della calzetteria, specializzata in collant da donna, che ha la sua zona di insediamento nella fascia territoriale tra Asola e Castiglione delle Stiviere, dove operano oltre quattrocentocinquanta fabbriche, i poli alimentare - Barilla, Amica Chips - e lattiero-caseario - Sterilgarda Alimenti - di Castiglione e il polo meccanico-siderurgico "Marcegaglia" a Gazoldo degli Ippoliti-.
Castiglione delle Stiviere è il secondo centro industriale della provincia, in cui, oltre alle aziende già citate, è presente la produzione di rubinetti e avvolgibili, avendo fra l'altro favorito l'insediarsi anche di società straniere (Wella). L'azienda del giocattolo (Furga), nella zona che va da Canneto sull'Oglio ad Acquanegra sul Chiese, produceva fino a non molto tempo fa bambole, strumenti musicali, articoli in peluche.
A Volta vi è un centro per la lavorazione del legno trattato e pannelli truciolati (Reni).
Tuttavia la presenza più rilevante è forse quella rappresentata dal distretto industriale tessile numero 6, composto da 15 comuni mantovani, bresciani e cremonesi. Questo distretto è detto “della calza” per la produzione di calzetteria femminile, ed ha la sua “capitale” in Castel Goffredo, con una buona diversificazione produttiva.
Oltre a Castel Goffredo (Levante Spa) i principali centri specializzati nella produzione del tessile sono Casaloldo, Asola, Castiglione delle Stiviere (Golden Lady), Casalmoro (Filodoro) e Ceresara (CSP).

## Servizi
- SISAM Spa (Società Intercomunale Servizi Alto Mantovano): società per azioni a capitale pubblico che raggruppa i Comuni dell'area nord occidentale della Provincia di Mantova. È l'azienda municipalizzata dell'Alto Mantovano, responsabile della gestione di una serie di servizi pubblici di rilevante importanza, che interessano complessivamente un bacino di oltre 100 000 abitanti[24].
- Sito sovracomunale Network Alto Mantovano, gestito dalla redazione Centro Servizi SISAM; offre servizi come lo Sportello Unico, l'Anagrafe Estesa e il Sistema Informativo Territoriale[25].

### Energia
- Centrale idroelettrica della Montina sul Canale Virgilio. La centrale idroelettrica della Montina, presso Ponti sul Mincio, è un impianto ad acqua fluente che sfrutta il salto esistente tra le quote del pelo d'acqua del Canale Virgilio e del sottostante fiume Mincio. Le acque utilizzate dalle centrale sono restituite al Mincio mediante un breve canale di scarico che scorre pressoché parallelo al fiume per poi confluire nel Canale Redone Superiore, a monte del suo sbocco in Mincio. Il corpo della centrale accoglie al suo interno la turbina e i macchinari elettromeccanici[26].

### Sanità

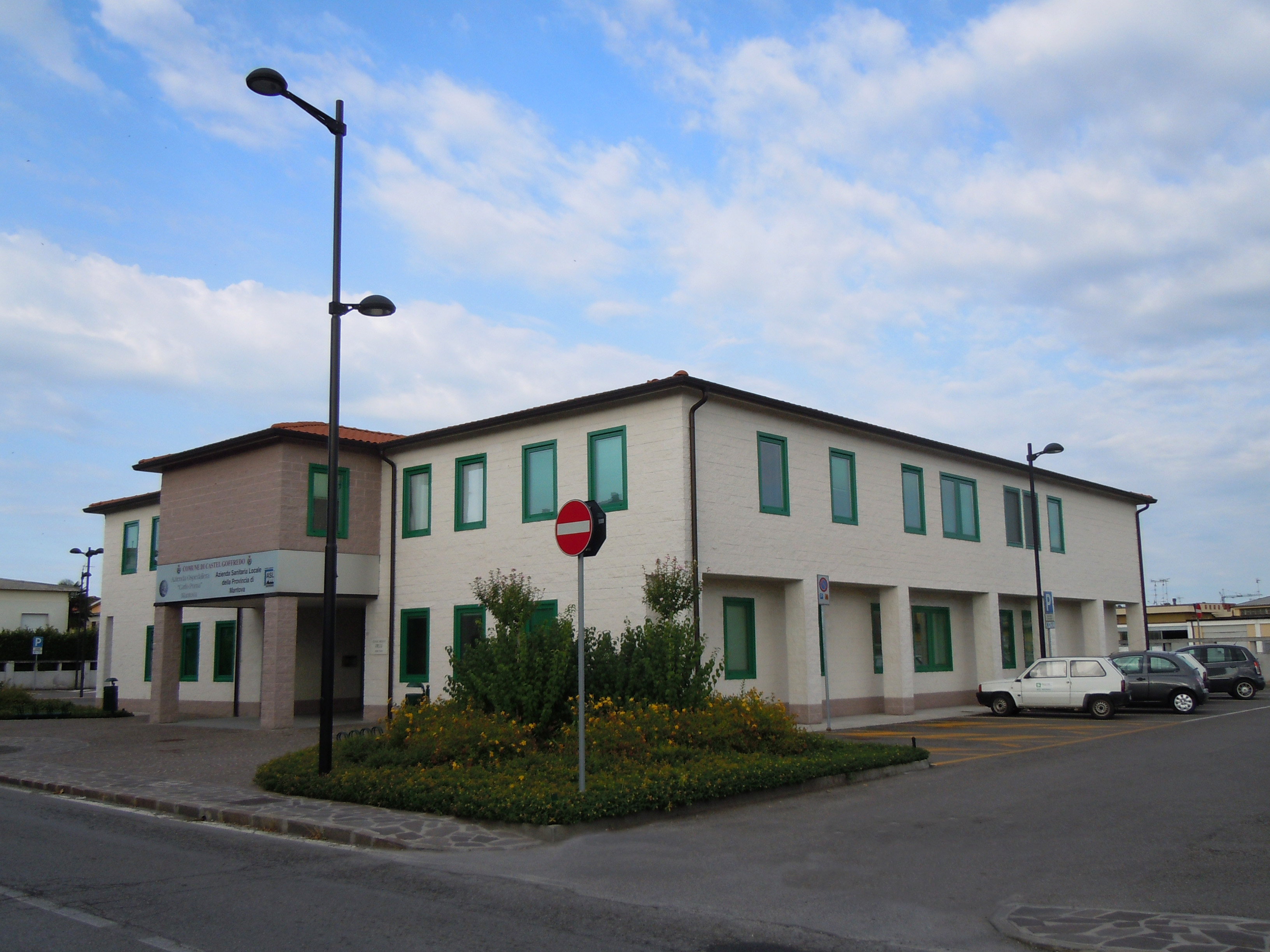
Castel Goffredo, La cittadella della sanità

L'intero territorio dell'Alto Mantovano è incluso nella ASL Mantova. L'ASL è stata divisa in vari distretti sanitari, due dei quali coprono l'area in questione:
- Distretto Socio-Sanitario di Guidizzolo (Castiglione delle Stiviere, Solferino, Ponti sul Mincio, Monzambano, Medole, Cavriana, Guidizzolo, Volta Mantovana, Goito)
- Distretto Socio-Sanitario di Asola (Castel Goffredo, Casalmoro, Casaloldo, Ceresara, Casalromano, Asola, Mariana Mantovana, Piubega, Gazoldo degli Ippoliti, Acquanegra sul Chiese, Canneto sull'Oglio, Redondesco).
- Presidio Ospedaliero di Asola (Asola)

Sono presenti anche le seguenti strutture private accreditate:
- Ospedale Civile di Volta Mantovana (Volta Mantovana)
- Ospedale San Pellegrino di Castiglione delle Stiviere (Castiglione delle Stiviere)

### Smaltimento rifiuti
Il servizio per l'ambiente dell'intera provincia mantovana ha nella discarica controllata di "Cascina Olla", a Mariana Mantovana, un importante tassello. Gestito dalla Tea di Mantova, l'impianto ha una capienza di oltre 850.000 tonnellate, ed è stato progettato e realizzato secondo rigidi criteri di funzionalità e di sicurezza. La discarica è certificata dal 1999 secondo le norme e, dal dicembre del 2002, secondo ulteriori aggiornamenti normativi. I risultati del monitoraggio ambientale sono indicativi dell'affidabilità dell'impianto e dei suoi presidi a tutela dell'ambiente. Un secondo impianto per il conferimento e il trattamento dei rifiuti si trova a Ceresara, anch'esso acquisito da Tea.

## Turismo

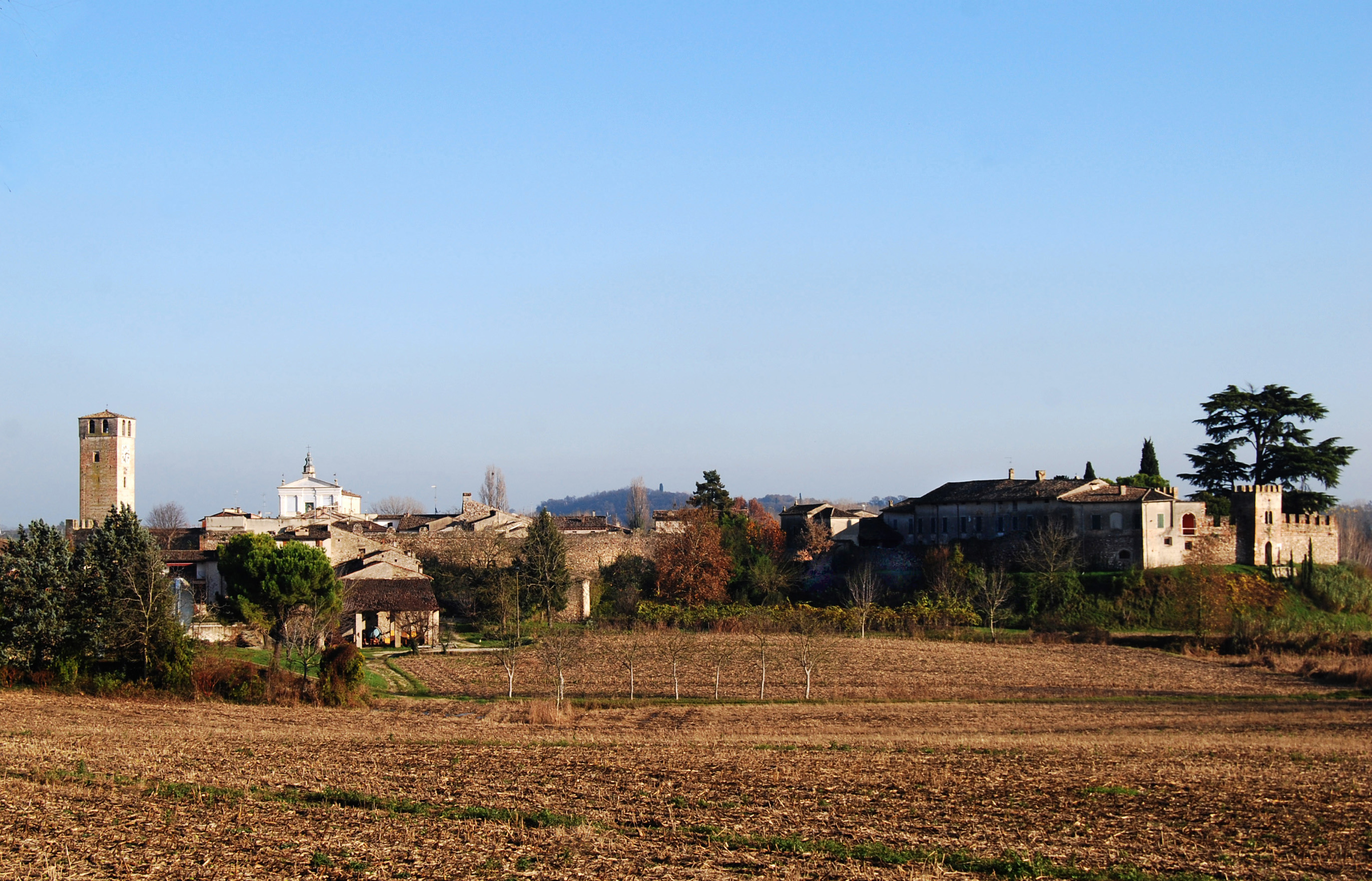
Castellaro Lagusello

La presenza turistica nel territorio è discreta ed è andata recentemente aumentando, soprattutto nella fascia delle colline moreniche, anche grazie alla vicinanza del frequentatissimo lago di Garda. Notevole è mutevolezza del paesaggio che questo territorio può offrire. Venendo da settentrione, la dolcezza delle colline moreniche, ricche di storia e di borghi antichi, si stempera nella piana verdeggiante per le acque di fiumi e canali, fino al rosso mattone della città di Mantova.
Dalla torre di Solferino, conosciuta anche con il soprannome di Spia d'Italia, che è il punto più elevato della provincia di Mantova, si gode di un panorama che va dalla pianura mantovana, al Garda e a tutto l'arco collinare. Tutta questa zona presenta anche notevoli e significativi esempi di architettura militare, specie medioevale e rinascimentale - castelli, mura e borghi fortificati -, e religiosa. Il piatto forte dell'Alto Mantovano rimane, però, la fascia collinare con i suoi dolci declivi e i percorsi, a piedi, in bicicletta e a cavallo, che permettono di immergersi in un paesaggio dolce e di grande impatto emotivo.
Negli agriturismi di queste terre non è raro trovare diverse opportunità per avvicinarsi al cavallo ed effettuare anche passeggiate in sella.
Il turista, quando ha la passione della pesca, ha pure l'opportunità di usufruire di un'importante e diffusa rete idrica per pescare.
La via Carolingia, cioè il tracciato che Carlo Magno avrebbe seguito da Aquisgrana per raggiungere Roma dove papa Leone III, nella notte di Natale dell'800, lo avrebbe incoronato imperatore, nel territorio altomantovano è stato individuato in un fascio di tracciati che lo solcano da Castiglione delle Stiviere fino a Mantova passando per Solferino, Cavriana, Monzambano, Volta Mantovana, Goito.

### Agriturismo
Nel territorio vi è una presenza rilevante di aziende agrituristiche, che dimostra l'interesse degli imprenditori agricoli alla multifunzionalità, ovvero alla diversificazione dell'attività. L'agricoltura, infatti, oltre alla funzione primaria di produttrice di alimenti, oggi qualifica la propria presenza anche tramite la produzione di beni e servizi legati all'ambiente e alla naturalità.
Per il consumatore, l'agriturismo è il veicolo ottimale di conoscenza delle tradizioni familiari e rurali, della cultura territoriale che caratterizza la zona collinare-gardesana e della media pianura mantovana

### Enti per la promozione del turismo
- IAT Alto Mantovano[38].
- Associazione Turistica Colline Moreniche del Garda[39].
- Consorzio GardaColline[40].
- Gli agriturismi dell'Alto Mantovano[41].
- Dal 2000 anche nell'Alto Mantovano opera l'associazione “Strada dei vini e dei sapori mantovani”, riconosciuta dalla Regione Lombardia. L'associazione si propone di valorizzare le produzioni tipiche del mantovano, dal vino ai piatti della tradizione. I comuni che aderiscono sono soprattutto quelli della zona collinare: la strada è opportunamente segnalata con apposita cartellonistica[42].